# Голубићи (Калиновик)
Голубићи су насељено мјесто у општини Калиновик, Република Српска, БиХ. Према попису становништва из 1991. у насељу је живјело 75 становника. По попису становништва из 2013. године, мјесто Голубићи било је ненасељено.

## Географија
Мјесто Голубићи налази се на око 1160 метара надморске висине.

## Становништво
| Демографија | Демографија | Демографија |
| Година      | Становника  | Становника  |
| ----------- | ----------- | ----------- |
| 1961.       | 139         |             |
| 1971.       | 132         |             |
| 1981.       | 105         |             |
| 1991.       | 75          |             |
| 2013.       | 0           |             |